# بيت الاشموري (السدة)

تعديل مصدري - تعديل

بيت الاشموري محلة تابعة لقرية بيت المجذوب، التابعة لعزلة الاعماس بمديرية السدة إحدى مديريات محافظة إب في الجمهورية اليمنية.، بلغ تعداد سكانها 66 حسب تعداد اليمن لعام 2004.